# Chaux Ronde, Gryon
Chaux Ronde är en bergstopp i Schweiz. Den ligger i distriktet Aigle och kantonen Vaud, i den sydvästra delen av landet, 80 km söder om huvudstaden Bern. Toppen på Chaux Ronde är 2 013 meter över havet.